# Alec Mapa

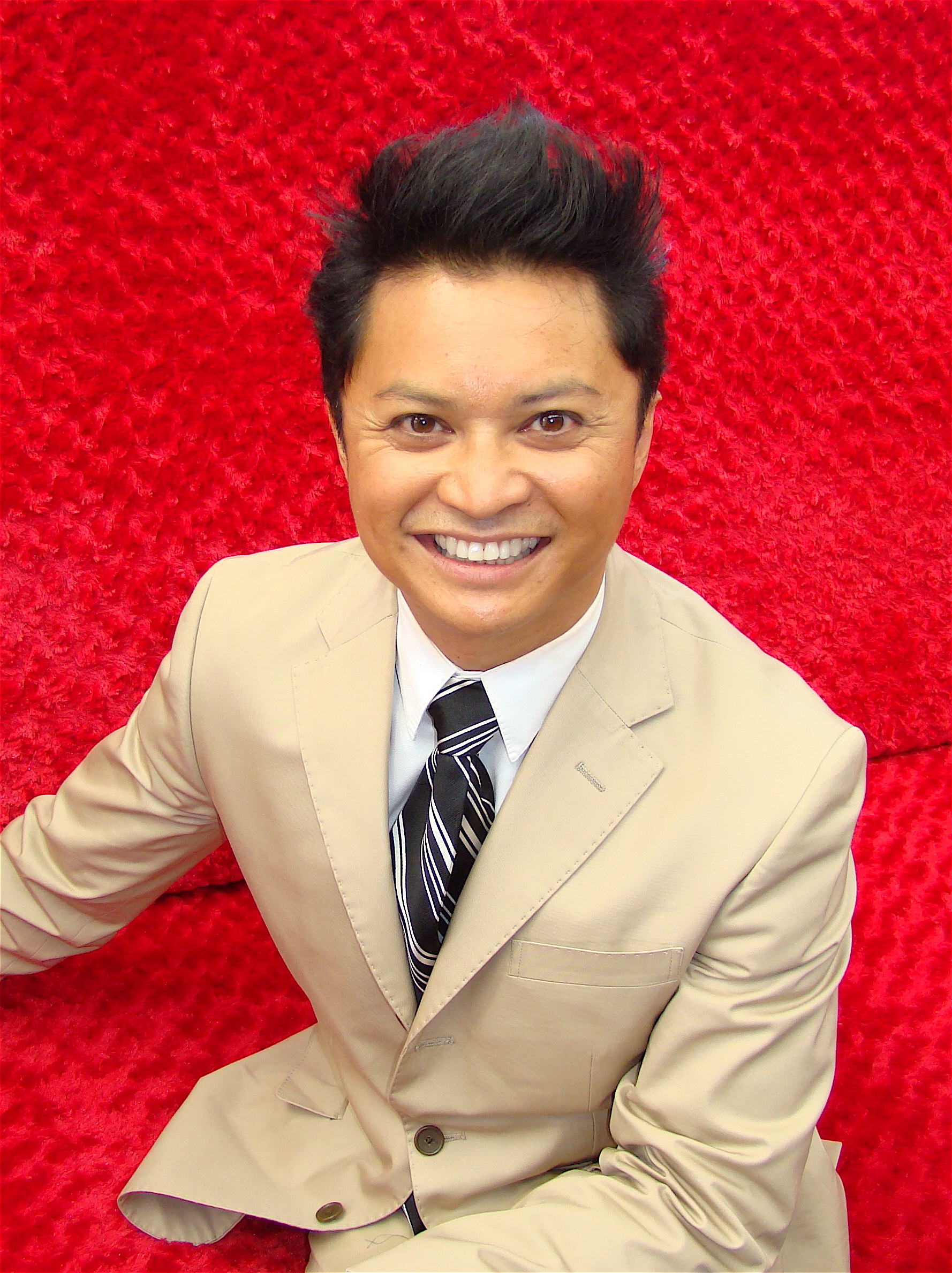
Alec Mapa (2008)

Alec Mapa (* 10. Juli 1965 in San Francisco, Kalifornien, USA) ist ein US-amerikanischer Schauspieler und Komiker. Mapa wurde als Schauspieler durch seine Fernsehrolle als Vern, Gabrielles bester schwuler Freund, in der Fernsehserie Desperate Housewives bekannt. Zuvor trat Mapa in der Serie Half & Half als Adam Benet auf. Im Kinofilm Zohan spielte er einen schwulen Friseur namens Claude.

## Werdegang
Mapa ist philippinischer Abstammung und wurde in San Francisco geboren. Nach seiner Schulausbildung schaffte er seinen Durchbruch als Schauspieler in der Produktion M. Butterfly. Im Fernsehen hatte er zunächst Auftritte in verschiedenen Programmen, unter anderem in der Jamie Foxx Show, in Roseanne, in Seinfeld, NYPD Blue, Friends, Murder One, Dharma & Greg, Rules of Engagement und schließlich in Desperate Housewives, wo er die Rolle des Vern spielte. Des Weiteren war er 2001 als Komiker gemeinsam mit Jason Bateman in der Comedyshow Some of My Best Friends zu sehen. Mapa trat in der Stand-Up-Comedyserie Wisecrack auf. Zudem war Mapa unter anderem in den Filmen Bright Lights, Big City, Leben und lieben in L.A. und Connie und Carla zu sehen. Von 2007 bis 2010 war er außerdem in der Serie Ugly Betty als Suzuki St. Pierre zu sehen, der regelmäßig im Fernsehen über Promis berichtet. Außerdem spielte er in Leg dich nicht mit Zohan an mit.
Mapa erhielt 2005 den GLAAD Media Award. Mapa lebt offen homosexuell und unterstützt aktiv verschiedene Projekte in der LGBT und der asiatisch-amerikanischen Community in den Vereinigten Staaten.

## Filmografie (Auswahl)
- 1988: Die grellen Lichter der Großstadt (Bright Light, Big City)
- 1998: Leben und lieben in L.A. (Playing by Heart)
- 2004: Connie und Carla (Connie and Carla)
- 2005–2007: Desperate Housewives (Fernsehserie, 5 Folgen)
- 2008: Leg dich nicht mit Zohan an (You Don’t Mess with the Zohan)
- 2009: Marley & Ich
- 2011: Sharpay’s fabelhafte Welt (Sharpay’s Fabulous Adventure, Fernsehfilm)
- 2014: Beethoven und der Piratenschatz (Beethoven’s Treasure Tail)
- 2016–2020: Henry Danger (4 Folgen)
- 2019: Doom Patrol (3 Folgen)
- 2020: Danger Force (1 Folge)
- 2020: Chick Fight
- 2021: Queen Bees – Im Herzen jung (Queen Bees)